# 拉卡皮亞
拉卡皮亞是哥倫比亞的城鎮，位於該國東北部，由博亞卡省負責管轄，距離首府通哈132公里，始建於1793年5月18日，面積55平方公里，海拔高度2,733米，2005年人口3,052。

## 外部連結
- （西班牙文）  （页面存档备份，存于）

5°05′44″N 73°26′37″W / 5.09556°N 73.44361°W